# 明日の刑事
『明日の刑事』（あしたのけいじ）は、1977年10月5日から1979年10月10日までTBS系列（ただし一部系列局を除く）ほかで放送された刑事ドラマ。毎週水曜日20:00 - 20:55放送。

## 内容
- 『新・夜明けの刑事』の続編。『夜明けの刑事』シリーズ同様、警視庁日の出警察署（日の出署）刑事課の刑事たちが事件を解決する姿を人情刑事鈴木（坂上二郎）を中心に描いている。
以下は主な相違点。
  - 出演者は石橋正次、藤木敬士、山本伸吾に代わり、田中健、谷隼人、志穂美悦子が加入。
  - 刑事課は課長の下に警部補（太田→佐藤）がいて指揮を取る体制になる。
  - 夜明けの刑事、新・夜明けの刑事ではなかった殉職エピソードがある。

## 登場人物
鈴木勇：坂上二郎
涙もろく、人情深くて少々気の弱いスッポン刑事の一面は健在である。
村上圭介：田中健（1-24、65-最終話）
日の出署管内の交番に勤務する巡査。刑事課の新規配転の候補に挙がっていたが、折しも管内で発生した事件の被害者と接するうちに、自分の理想と職務との違いに疑問を抱き一度は配転命令を拒否するも、その後紆余曲折の末、第3話で刑事課に刑事として配属される。
太田完一：谷隼人（1-46話）
本庁から日の出署刑事課に配属された警部補。エリートで堅物。第46話で環境保護活動家（伊藤雄之助）のテロにより殉職した。
山口志保：志穂美悦子
新たに日の出署に配属された刑事課の紅一点。男勝りの格闘術が得意。
佐藤平吉：橋本功（47-最終話）
太田の後任として日の出署刑事課に配属された警部補。既婚者。ハンチングにコートスタイルで活動する。慢心しかかっていた若手刑事に檄を飛ばすことも多い。
大谷昇：東竜也（47-最終話）
佐藤と時を同じくして日の出署刑事課に配属。刑事課一の長身。
田島秀夫：田島真吾（25-69話）
村上の後任で日の出署刑事課に配属。葛飾区出身。鹿児島が好きで、鹿児島の大学・警察学校を卒業した（第58話）。第69話で私生活の問題のために刺殺されたが、犯人が事件の関係者でもあったため殉職扱いとなった。
南郷達也：南条弘二（68-89話）
警察犬シーザー号とのコンビで事件を追う。警察犬係としてはまだまだ未熟。
小林敦：鈴木ヒロミツ
本作では若手刑事が増えたことで、彼らの兄貴分たちな立場となる。
浅倉尚平：梅宮辰夫
日の出署刑事課長。厳しくも部下思いの上司である。最終話で本庁からの命令を無視し単独行動に走った鈴木刑事を助けようとして立て籠もり犯との銃撃戦で撃たれ、周囲を囲んだ部下達に「後を頼むぞ」と言い残し力尽きる。それに至るまでの行動過程から本庁の査問会の結果、殉職扱いとはならなかった。
菊平：車だん吉
日の出署刑事たちの行きつけの飲み屋「寿美」の主人。
板前：水木英二

警視庁日の出署・署長（警視正）：小沢栄太郎（特別出演）

## スタッフ
- プロデューサー：春日千春、千原博司(大映テレビ)、樋口祐三(TBS)
- 音楽：平尾昌晃
- 撮影：浅井宏彦、山崎忠、知識護
- 美術：本田衛
- 照明：牛場賢二、中奥隆司
- 編集：椙本英雄
- 録音：星正輝、熊谷良兵衛、小沼渡、山田義朗
- 記録：吉下清子、広川貴美子、唐崎真理子、竹田宏子
- 結髪：小口由美子、谷山一美
- 選曲：太田正一
- 衣裳：東京衣裳
- 衣裳提供：ローレル紳士服、HARDY AMIES 創作屋
- 効果：東洋音響効果グループ
- 録音所：アオイスタジオ
- タイトル：デン・フィルム・エフェクト
- 現像所：東洋現像所
- 助監督：合月勇、山田純生
- 制作主任：加治屋常幸
- デスク：荒川洋
- 仕上：池原鉄郎、保坂博信
- 制作協力：浅井企画
- 予告ナレーター：芥川隆行
- 協力：大和ルスツスキー場・高原ホテル(第10話)
- 製作：大映テレビ、TBS

主題歌
- 「愛に野菊を」(東芝EMI)

作詞：岡田冨美子、作曲：HOLM MICHAEL/PIETSCH RAINER、編曲：あかのたちお、唄：鈴木ヒロミツ（1-69話）
- 「やさしい雨を降らせておくれ」（ビクターレコード）

作詞：小林和子、作曲・編曲：チト河内、唄：トランザム（70-90話）

## 放映リスト
放送日はTBSでの放送日
| 話数   | 放送日         | サブタイトル                       | 脚本                 | 監督     | ゲスト出演者 |
| ------ | -------------- | ---------------------------------- | -------------------- | -------- | --- |
| 第1話  | 1977年10月5日  | 昌子絶唱 行かないで!               | 浜名洋平             | 江崎実生 | 森昌子、中谷一郎、重田尚彦、伊東辰夫、楠田薫、野村昭子、猪俣光世、由起艶子、大川万裕子、遠藤剛｜ 小沢栄太郎(特別出演)                                                                          |
| 第2話  | 1977年10月12日 | スーパーカー殺人事件               | 浜名洋平 松島利昭    | 野村孝   | 岡田奈々、水野哲、夏夕介 |
| 第3話  | 1977年10月19日 | 許して下さい!夫よわが子よ          | 浜名洋平 松島利昭    | 井上芳夫 | 木村夏江、松山省二 |
| 第4話  | 1977年10月26日 | 男と女の東京物語                   | 浜名洋平 松島利昭    | 野村孝   | 森進一、斉藤友子、寺泉哲章、小山田宗徳、神太郎 |
| 第5話  | 1977年11月2日  | 太陽がいっぱい、アリバイもいっぱい | 中村勝行             | 安室修   | 市毛良枝、松橋登、出原健一 |
| 第6話  | 1977年11月9日  | ちえこの初恋 幸せになりたい        | 今井詔二             | 江崎実生 | 松本ちえこ |
| 第7話  | 1977年11月16日 | 春子という名で出ています           | 浜名洋平             | 野村孝   | 小池朝雄、岡崎二朗、江波杏子 |
| 第8話  | 1977年11月23日 | ワナにはまった恋人たち             | 中村勝行             | 江崎実生 | 赤塚真人 |
| 第9話  | 1977年11月30日 | 花嫁はなぜ自殺した?                | 浜名洋平             | 井上芳夫 | 坂東正之助、佐藤耀子 |
| 第10話 | 1977年12月7日  | 北の果てに消えたわかれうた         | 浜名洋平             | 江崎実生 | 篠ヒロコ、中島みゆき、西田健、風間杜夫、山本清、田川勝男、田宮健二、今村原兵、江角英明｜小沢栄太郎                                                                                             |
| 第11話 | 1977年12月14日 | さすらいのジョニー                 | 今井詔二             | 安室修   | 草川祐馬、三浦真弓、長澄修、伊東平山、林ゆたか、長島隆一、徳弘夏生、小原秀明、増田順司、田村貫、上田耕一、野呂圭介、平野稔、小山武宏、里木佐甫良                                               |
| 第12話 | 1977年12月21日 | 妻が知らない夫の秘密               | 中村勝行             | 江崎実生 | 中尾ミエ、大出俊、中尾彬、江崎由梨、五藤雅博、長谷川弘、佐古正人、田川勝男、五十嵐美恵子、山口嘉三、名川貞郎、大矢兼臣、中平良夫、松本敏男、神谷和夫、小川隆一、鳥井助国、藤井真理、日比野澄子 |
| 第13話 | 1977年12月28日 | 女子高生は刑事がお好き!            | 加瀬高之             | 安室修   | 小倉一郎、栗田ひろみ、有吉ジュン、佐々木剛、新橋耐子、小瀬格、津村隆、藤山律子、横山あきお、鶴田忍、石原由紀子、野本博、植木悦子、由起艶子、山村裕、小島光隆、田和田春生、関保之               |
| 第14話 | 1978年1月11日  | 娘を思う父の叫び!                  | 今井詔二             | 神波史男 | 佐野浅夫、立石凉子、荒谷公之 |
| 第15話 | 1978年1月18日  | 日の出署に生き日の出署で死ぬ!      | 浜名洋平             | 江崎実生 | 小池雄介、有川博 |
| 第16話 | 1978年1月25日  | 悲しみの橋が二人をひき裂いた       | 浜名洋平             | 井上芳夫 | 岡田奈々、渡辺やよい、佐久間宏則 |
| 第17話 | 1978年2月1日   | あぶない!小さな命が…               | 加瀬高之             | 江崎実生 | 三浦洋一、保積ペペ、飯島洋美 |
| 第18話 | 1978年2月8日   | 許されぬ恋の果て                   | 浜名洋平             | 井上芳夫 | 石川さゆり、梅田智美、大石吾朗、中丸信 |
| 第19話 | 1978年2月15日  | ピアニストは見た!                  | 浜名洋平             | 江崎実生 | 小柳ルミ子、大門正明 |
| 第20話 | 1978年2月22日  | マイホーム殺人事件                 | 浜名洋平             | 村山貞三 | 南道郎、森田はるか、柴田侊彦 |
| 第21話 | 1978年3月1日   | 死体のない殺人                     | 浜名洋平、八田功次郎 | 江崎実生 | 坂東正之助 |
| 第22話 | 1978年3月8日   | 受験砂漠にくちづけを!              | 今井詔二             | 井上芳夫 | 村地弘美、津山登志子、重田尚彦 |
| 第23話 | 1978年3月15日  | 父母よ許して!おちこぼれ17歳        | 浜名洋平             | 安室修   | 川口晶、高野浩之 |
| 第24話 | 1978年3月22日  | 別れてもまた不滅の刑事魂           | 浜名洋平             | 江崎実生 | 村地弘美、風間杜夫 |
| 第25話 | 1978年3月29日  | 一万人マラソン殺人事件             | 安本莞二             | 野村孝   | 財津一郎、佐藤仁哉、堀美奈子 |
| 第26話 | 1978年4月12日  | 昌子の危機・保育園ジャック         | 浜名洋平             | 井上芳夫 | 森昌子 |
| 第27話 | 1978年4月19日  | ルート88!看板娘が見た殺人          |                      |          | 世良公則&ツイスト、夏目雅子、大門正明、橋本功、椎名勝巳 |
| 第28話 | 1978年4月26日  | 日本のロッキー殺人事件             | 今井詔二             | 安室修   | 岸本加世子、矢吹二朗 |
| 第29話 | 1978年5月3日   | 花嫁が空から降ってきた!!           | 安本莞二             | 国原俊明 | 夏夕介、石原初音 、黒田福美 、鈴木瑞穂 |
| 第30話 | 1978年5月17日  | 少女誘拐の決定的瞬間               | 江連卓               | 合月勇   | 大出俊 |
| 第31話 | 1978年5月31日  | 自殺予告のディスクジョッキー       | 中村勝行             | 井上芳夫 | 中島ゆたか、永島暎子 |
| 第32話 | 1978年6月7日   | 九十九里に散る女の涙               | 浜名洋平             | 江崎実生 | 都はるみ、中尾彬、神保美喜 |
| 第33話 | 1978年6月14日  | 死んでUFOに乗る                    | 江連卓               | 安室修   | 桑山正一、武井一仁、堀美奈子 |
| 第34話 | 1978年6月21日  | 人質刑事あと半日の命!!             | 浜名洋平             | 合月勇   | |
| 第35話 | 1978年6月28日  | SL爆走!寸又峡に追い詰める          | 江連卓               | 江崎実生 | 麻田ルミ、佐々木剛、磯部勉 |
| 第36話 | 1978年7月5日   | 女子高生が万引きすると…            |                      |          | 小野武彦 |
| 第37話 | 1978年7月12日  | 刑事を恨んでいた男                 |                      |          | |
| 第38話 | 1978年7月19日  | 恋人の赤い絆・父と娘の戦争         | 今井詔二             | 安室修   | 岡田奈々、高橋昌也、中原潤 |
| 第39話 | 1978年7月26日  | オレたちゃ万年ヒラ刑事             | 大野武雄 今井詔二    | 江崎実生 | 村野武範、森幹太 |
| 第40話 | 1978年8月2日   | ピストルを喰った男と女             | 中村勝行             | 奥中惇夫 | 渡辺篤史、立石凉子 |
| 第41話 | 1978年8月16日  | 予備校ジャック!狙われた30人の命    | 江連卓               | 安室修   | 夏夕介、名古屋章 |
| 第42話 | 1978年8月30日  | 妻よ永遠に!刑事が贈った結婚指輪    | 今井詔二             | 合月勇   | 堀美奈子、佐久間宏則、野上祐二 |
| 第43話 | 1978年9月6日   | ディスコの美少女連続殺人           | 浜名洋平             | 江崎実生 | 岸本加世子、伊東辰夫 |
| 第44話 | 1978年9月13日  | 転落のスター街道                   | 浜名洋平             | 江崎実生 | サクセス(イブ、ジミー、ライザ、ミッキー)、浅野真弓、南條豊、車だん吉、南條豊、曽我廼家一二三、堀田真三、水木英二、外野村晋、小島敏彦、佐々木梨里｜山口百恵(特別出演)                           |
| 第45話 | 1978年9月20日  | サラ金に引き裂かれた父と子         | 馬場昭格 今井詔二    | 岡本弘   | 清水綋治、佐野浅夫 |
| 第46話 | 1978年9月27日  | 安らかに眠れ!太田刑事殉職          | 今井詔二             | 井上芳夫 | 伊藤雄之助 |
| 第47話 | 1978年10月11日 | モーレツ刑事とダンプ姉ちゃん       | 浜名洋平             | 江崎実生 | 和田アキ子、中野健 |
| 第48話 | 1978年10月18日 | 子殺しの子守唄                     | 江連卓               | 江崎実生 | 太宰久雄、牧野真理子 |
| 第49話 | 1978年10月25日 | 少女の遺骨を抱く刑事               | 浜名洋平             | 井上芳夫 | 中丸忠雄、浅野温子 |
| 第50話 | 1978年11月1日  | 恐怖の7人                          | 今井詔二             | 合月勇   | 丹波義隆、根上淳、柴田侊彦 |
| 第51話 | 1978年11月8日  | 結婚式で殺人が…                    | 江連卓               | 江崎実生 | 大門正明 |
| 第52話 | 1978年11月15日 | たった一度の拳銃発射!              | 浜名洋平             | 井上芳夫 | 金沢碧 |
| 第53話 | 1978年11月29日 | 女子高生ラブレター殺人事件         | 今井詔二             | 安室修   | 平田昭彦、石原初音、司ゆり |
| 第54話 | 1978年12月6日  | わが子よ!                          | 浜名洋平             | 江崎実生 | 高橋悦史 |
| 第55話 | 1978年12月13日 | 一緒に住もうよ お母さん            | 今井詔二             | 岡本弘   | 初井言榮、結城しのぶ |
| 第56話 | 1978年12月20日 | プロ野球選手の汚い犯罪             | 江連卓 安室修        | 安室修   | 高橋長英、堀込洋子 |
| 第57話 | 1978年12月27日 | 心いやしき人々の犯罪               | 江連卓               | 井上芳夫 | 平泉征、千葉裕、永田紀子 |
| 第58話 | 1979年1月10日  | クラスメートに気をつけろ!          | 浜名洋平             | 井上芳夫 | 太田裕美、坂東正之助、車だん吉、水木英二、高田敏江、伊藤辰夫、三浦リカ、夏木章、鈴木洋、丸山詠二、和久井節緒、手島知子、成田光子、七瀬久美、島村卓志、側見民雄、森康子、酒井郷博               |
| 第59話 | 1979年1月17日  | 結婚をエサに女を喰った男           | 今井詔二             | 岡本弘   | 長塚京三、村野武範、沢田亜矢子 |
| 第60話 | 1979年1月24日  | 鈴木刑事に隠し子がいた!!           | 江連卓               | 安室修   | 森下愛子、神部みどり、 住吉道博 |
| 第61話 | 1979年1月31日  | 水曜日の放火魔                     | 浜名洋平             | 合月勇   | 野上祐二、横内正 |
| 第62話 | 1979年2月7日   | 冬の幽霊                           | 浜名洋平             | 井上芳夫 | 夏夕介、サーカス、田坂都 |
| 第63話 | 1979年2月14日  | 美人刑事vsフットボール・ギャング   | 江連卓               | 合月勇   | 西田健 |
| 第64話 | 1979年2月21日  | バスの中で少女が死んだ!            | 江連卓               | 安室修   | 河原崎建三 |
| 第65話 | 1979年2月28日  | 殺人犯は女子大生?                  | 浜名洋平             | 井上芳夫 | 森昌子、三ツ木清隆、佐藤仁哉、杉山とく子、柳川慶子、東啓子、中西良太、内田喜郎、馬場恵美子、横井徹、飯島洋子、鎮目仁                                                                           |
| 第66話 | 1979年3月7日   | 熱中先生が殺された                 | 今井詔二             | 井上芳夫 | 滝田裕介、香野百合子 |
| 第67話 | 1979年3月14日  | 高校入試殺人事件                   | 江連卓               | 安室修   | 八木昌子 |
| 第68話 | 1979年3月21日  | 警察犬シーザー号!                  | 江連卓               | 合月勇   | 北林早苗、文野朋子 |
| 第69話 | 1979年3月28日  | あの胸にもういちど 田島刑事殉職    | 今井詔二             | 井上芳夫 | 長谷直美、川辺久造、伊東達広 |
| 第70話 | 1979年4月11日  | 娘はなぜ刑事を襲ったか?            | 浜名洋平             | 井上芳夫 | 佐野浅夫、浅野真弓 |
| 第71話 | 1979年4月18日  | ニューミュージック殺人事件         | 今井詔二             | 安室修   | 鈴鹿景子、土門峻、岡まゆみ |
| 第72話 | 1979年5月2日   | シーザー号の野生の証明             | 江連卓               | 安室修   | 長塚京三 |
| 第73話 | 1979年5月16日  | 東京－八丈島、子を捨てた母の謎     | 江連卓               | 井上芳夫 | 緑魔子、浜田東一郎、 森川誠、二階堂千寿 |
| 第74話 | 1979年5月23日  | ろくでなしビリィの子守唄           | 今井詔二             | 岡本弘   | チコ・ローランド、中村七枝子 |
| 第75話 | 1979年5月30日  | 魅せられて!刑事と同棲した男        | 浜名洋平             | 井上芳夫 | 赤塚真人 |
| 第76話 | 1979年6月6日   | 美女の復讐するは我に在り           | 江連卓               | 安室修   | 市毛良枝、佐原健二 |
| 第77話 | 1979年6月13日  | ウルトラ怪獣殺人事件               | 今井詔二             | 合月勇   | 藤木悠 |
| 第78話 | 1979年6月27日  | 妹よ!この兄を許せ                  | 江連卓               | 江崎実生 | |
| 第79話 | 1979年7月4日   | 刑事課長が見た地獄                 | 浜名洋平             | 井上芳夫 | 大坂志郎、伊東達広 |
| 第80話 | 1979年7月18日  | 夢のマイホーム殺人事件             | 今井詔二             | 合月勇   | 神田隆、長谷川諭 |
| 第81話 | 1979年7月25日  | スチュワーデスの復讐               | 江連卓               | 江崎実生 | 三浦リカ |
| 第82話 | 1979年8月1日   | 心が裂けたヤング・ギャル           | 江連卓               | 安室修   | 赤木春恵 |
| 第83話 | 1979年8月8日   | 殺人はコーラスで始まった!          | 浜名洋平             | 井上芳夫 | 舟倉たまき、伍代参平、山田昌人 |
| 第84話 | 1979年8月15日  | トラ次郎の熱い八月                 | 今井詔二             | 井上芳夫 | 赤塚真人 |
| 第85話 | 1979年8月22日  | 脱獄囚・恐怖の72時間               | 江連卓               | 安室修   | 榊原るみ |
| 第86話 | 1979年8月29日  | お袋!結婚なんかするな              |                      |          | 初井言榮 |
| 第87話 | 1979年9月5日   | 兇悪犯・幻の幸福                   | 浜名洋平             | 合月勇   | 中谷一郎、井口恭子 |
| 第88話 | 1979年9月12日  | 刑事が愛した不良少女               | 江連卓               | 江崎実生 | 坂上味和 |
| 第89話 | 1979年9月26日  | シーザー号最大の危機               | 今井詔二             | 合月勇   | 平田昭彦、重田尚彦 |
| 第90話 | 1979年10月10日 | 刑事課長死す 日の出署よ永遠に      | 今井詔二             | 土井茂   | 中丸忠雄、村松克己、山岡甲、山口嘉三、デービッド・ガーリック、久保田民栄、名川貞郎、浦川麗子、丸岡奨詞、成田光子、田村元治、芹沢洋三、林秀樹、荒瀬寛樹、高木修平、星一、植木芳紀               |

## 視聴率
- 平均視聴率:14.8%
- 最高視聴率:20.7%

（いずれもビデオリサーチ調べ・関東地区）

## 備考
- 『夜明けの刑事』シリーズ同様、本作でも森進一、太田裕美、世良公則、山口百恵、森昌子、石川さゆりなど、多彩なゲスト出演者が多く、「北の果てに消えたわかれうた」の回では、中島みゆきが自身初となるテレビドラマ出演を果たしている。
- 村上は中盤警視庁に転勤するが、なぜかその後復帰していた。
- 坂上のスケジュールの関係で終盤出演シーンが減り、梅宮が実質上の主役となる。
- 最終回では坂上演じる鈴木が殉職するストーリーで準備が進められており、最初はこれの通りに公表されていた[1]が、最終的には鈴木の殉職は取りやめになり、代わって梅宮演じる朝倉が劇中で死亡するストーリーになった。
- 太田役の谷隼人主演映画『ピーマン80』（1979年公開、監督：居作昌果）に、日の出署メンバーが特別出演している。

## 放映ネット局
※は遅れネット
- 東京放送（現・TBSテレビ）
- 北海道放送
- 青森テレビ
- 岩手放送（現・IBC岩手放送）
- 東北放送
- 秋田テレビ（フジテレビ系列、平日午後に遅れて集中放送）※
- 福島テレビ（フジテレビ系列だが、放送時点ではTBS系列とのクロスネット局だった）
- 新潟放送
- テレビ山梨
- 信越放送※（日本テレビ番組同時ネットのため）
- 静岡放送
- 北日本放送（日本テレビ系列）※
- 北陸放送※（日本テレビ番組同時ネットのため平日夕方に遅れて集中放送）
- 中部日本放送（現・CBCテレビ）
- 毎日放送
- 山陰放送
- 山陽放送（現・RSK山陽放送）
- 中国放送
- テレビ山口（放送当時はフジテレビ系列･テレビ朝日系列およびTBS系列クロスネット局だったが、放送期間中にテレビ朝日系列を脱退、さらに1979年3月まではテレビ朝日番組遅れネットのため※）
- 愛媛放送（フジテレビ系列）※
- テレビ高知
- RKB毎日放送
- 長崎放送
- 熊本放送※（日本テレビ番組同時ネットのため）
- 大分放送
- 宮崎放送
- 南日本放送
- 琉球放送

## 前後番組
| TBS系 水曜20時台 | TBS系 水曜20時台 | TBS系 水曜20時台                     |
| 前番組           | 番組名           | 次番組                               |
| ---------------- | ---------------- | ------------------------------------ |
| 新・夜明けの刑事 | 明日の刑事       | 噂の刑事トミーとマツ （第1シリーズ） |